# 有坂来瞳
有坂 来瞳（ありさか くるめ、1979年9月21日 - ）は、日本の元女優、元タレントである。
福岡県久留米市出身。元スウィートパワー所属。

## 来歴
高校時代、福岡県内でスカウトされ、1997年に上京して芸能界入り。
1997年、ドラマ「ガラスの仮面」で、女優デビュー。1998年、映画「マヌケ先生」のヒロイン役に、抜擢される。
2000年、日本テレビ「THE夜もヒッパレ」でアイドルユニット“てん・むす”のメンバーとしてレギュラー出演し、番組卒業記念CD「さくらさく」をリリース。2001年まで活動。
「ウンナンの気分は上々。」、「奇跡体験!アンビリバボー」やラジオ・パーソナリティーなどでも活躍。
2011年2月3日、自身のブログで2月2日に2歳年上の一般男性と結婚したことを報告。
2012年9月2日、第1子の男児を出産。
2017年1月11日、第2子の女児を出産。
2020年には、事務所スウィートパワーのホームページから名前が削除された。

## 人物
趣味は格闘技観戦で特にプロレスラー・長州力の大ファン。ガーデニングにもはまり、『ミョウガ日記』を付けている。
料理も得意で、自家製野菜でさまざまなレパートリーを増やしている。

## 出演

### テレビドラマ
- ガラスの仮面（1997年、テレビ朝日） - 沢渡美奈 役
- 学校の怪談f 「霊ビデオ」（1997年7月19日、関西テレビ） - 石黒彩香 役
- ガラスの仮面2（1998年、テレビ朝日） - 沢渡美奈 役
- 新・腕におぼえあり（1998年、NHK） - おとし 役
- 双子探偵第8話（1999年、NHK） - ナオミ役
- 週末婚（1999年4月 - 7月、TBS） - 小畑玲子 役
- 週末婚スペシャル（1999年10月1日、TBS）
- 天国のKiss（1999年、テレビ朝日） - 院内眉子 役
- 恋の神様第2、3話（2000年、TBS） - 七沢真紀 役
- カユイトコ（2000年、テレビ東京） - 青山南 役
- 救命病棟24時第2シリーズ最終回（2001年、フジテレビ） - 朝倉ゆかり 役
- 2001年のおとこ運（2001年、フジテレビ） - 広瀬菜々役
- ビッグマネー!〜浮世の沙汰は株しだい〜（2002年、フジテレビ） - 市川優美 役
- ケータイ刑事 銭形愛第13話（2002年、BS-i）
- ショムニ 第3シリーズ（FINAL)第10話(2002年、フジテレビ） - 東山里奈 役
- 金曜エンタテイメント（フジテレビ）
  - 「温泉名物女将!湯の町事件簿2」（2002年） - 小柳尚子 役
  - 「温泉名物女将!湯の町事件簿3」（2003年） - 小柳尚子 役
- 土曜ワイド劇場（テレビ朝日）
  - 「高山本線殺人事件」（2003年） - 山田あき 役
- OL銭道（2003年） - 金子成美 役
- 京都迷宮案内5 第6話（2003年）
- 怪談新耳袋「電車」（2003年、BS-i） - みさと 役
- 共犯者（2003年、日本テレビ） - 清水深雪 役
- 電話の恋人（2004年、NETCINEMA.TV）
- ラーメン発見伝（2004年、日本テレビ） - 女性ナレーター 役
- 恋する日曜日セカンドシーズン「史上最大の作戦」（2005年、BS-i） - 主演・まゆみ 役
- アンフェア 第1話 - 4話（2006年、フジテレビ） - 橋野美樹役
- 偽りの花園（2006年、東海テレビ・フジテレビ系列） - 露子 役
- 黒い太陽 第7話 - 最終話（2006年、テレビ朝日） - 梨花 役
- 嫌われ松子の一生 第6話（2006年、TBS） - 真行寺るり子 役
- ラブ・コレ 東京Love Collection（2006年3月 - 5月、GyaO）
- ケータイ刑事 銭形海2ndシリーズ第1話（2007年、BS-i）
- 恋する日曜日第3シーズン「30-Thirty-」（2007年、BS-i） - 主演・皆川さやか 役
- あんどーなつ 第6話（2008年8月11日、TBS） ‐ 丸岡律子 役
- サギ師リリ子 第6話（2009年、テレビ東京） - 遠藤沙織 役
- 命のバトン〜最高の人生の終わり方（2009年6月24、25日、テレビ東京） - 星野里香 役
- LOVE GAME第13話（2009年、日本テレビ） - 金田彩花 役
- 交渉人〜THE NEGOTIATOR〜（2009年11月12日、テレビ朝日） - 志村雪乃 役
- 泣かないと決めた日（2010年1月26日 - 3月16日、フジテレビ） - 白石杏子 役
- ドラマ10・八日目の蝉 第3話（2010年4月13日、NHK） - 少年（亮太）の母役
- 女帝 薫子（2010年4月 - 6月、テレビ朝日） - しのぶ 役
- 月曜ゴールデン「上条麗子の事件推理8 死を呼ぶ男鹿〜角館〜乳頭温泉ライン」（2011年6月20日、TBS） - 橋本麻由美 役
- 荒川アンダー ザ ブリッジ（2011年7月 - 9月、毎日放送・TBS系列） - ジャクリーン 役

### バラエティ
- キャイ〜ンのギャロンパ（1997年 - 1999年?、中京テレビ）
- 奇跡体験!アンビリバボー（1998年10月 - 2007年3月・隔週出演、フジテレビ）
- コレって変ですか〜!?（1998年10月 - 1999年3月、フジテレビ）
- スクール五輪の書 社会の巻「現代仕事ファイル」（1999年 - 2000年、NHK教育テレビジョン）
- オールスター感謝祭（1999年3月27日・10月2日、2000年4月1日・10月7日、2001年3月31日・10月6日、2002年3月30日・9月28日）
- THE夜もヒッパレ（2000年1月15日・22日・29日・2月5日・19日・26日・3月4日・11日・18日・4月15日・22日・29日・5月6日・13日・20日、6月3日・10日・17日・24日・7月1日・8日・15日・22日・29日・8月5日・12日・26日・9月2日・9日・16日・30日・10月21日・28日・11月11日・18日・25日、2001年1月13日・27日・2月3日・10日・17日・24日・3月3日・17日・24日・8月4日・11月10日・12月15日、2002年3月2日・8月31日・9月14日・21日、日本テレビ）
- とりあえずイイ感じ。（2000年1月16日・23日・2月20日・3月5日、日本テレビ）
- ウッチャンナンチャンの炎のチャレンジャー（2000年1月18日・2月1日・3月28日、テレビ朝日）
- 笑っていいとも（2000年1月25日、2001年4月13日・6月4日・7月27日、2002年2月28日、2005年6月27日、2007年10月1日、フジテレビ）- 2000年1月25日と2007年10月1日はテレフォンショッキングのコーナーで出演
- アッコにおまかせ!（2000年2月20日・4月2日・30日・5月21日・6月11日・7月23日・8月13日・9月3日・9月24日、2002年6月23日・7月14日・8月25日・9月8日・11月10日・12月1日、2003年1月12日・2月23日、TBS）
- パパパパPUFFY（2000年3月15日・5月3日・10月11日・14日・18日、2001年2月21日・5月30日・8月22日・29日・9月26日・10月31日・12月12日、2002年1月9日・23日・30日・3月31日、テレビ朝日）
- カユイトコ（2000年4月5日・12日・19日・26日・5月3日・10日・17日・24日・31日・6月14日・28日、テレビ東京）
- ライオンのごきげんよう（2000年8月8日-10日、2002年7月19日・29日・30日、2004年2月20日・23日・24日、2009年2月5日・6日・9日、2010年5月21日・31日・6月1日、2011年5月12日・13日・16日、フジテレビ）
- 世界ウルルン滞在記（2001年1月21日、2006年6月11日、TBS）
- 噂の!東京マガジン（2002年10月6日・27日・11月17日・12月1日、2003年1月4日・3月2日・9日・30日・4月27日・5月11日・25日・6月15日・22日、TBS）
- 上沼恵美子のおしゃべりクッキング（2003年4月7日-11日、2005年5月30日-6月3日、2009年5月4日-8日、テレビ朝日）
- あっぱれ!!さんま新教授（2007年10月21日・11月18日・12月9日、2008年2月3日・24日・4月6日・20日・5月4日・18・25日・6月8日・22日・7月13日・20日・8月24日・10月19日・11月30日・12月14日、2009年1月11日・2月8日・22日・4月5日・5月31日・8月9日・9月27日、フジテレビ）
- ボキャブラ天国（フジテレビ） - パネラーで出演
- もしもツアーズ（2005年10月29日、2008年3月15日・22日、フジテレビ）
- 田舎に泊まろう!（2005年11月6日、テレビ東京）
- グータンヌーボ（2006年7月5日、フジテレビ）
- いい旅・夢気分（2008年2月6日、テレビ東京）
- ダイナミック通販（2008年10月10日、TBS）
- 愛の劇場（2010年5月28日、NHK教育テレビジョン）
- 土曜スペシャル（2010年10月9日、テレビ東京）

### 映画
- マヌケ先生
- 回路（2001年）
- 荒川 アンダー ザ ブリッジ THE MOVIE（2012年2月4日、ソニー・ピクチャーズ エンタテインメント）
- TOKYOてやんでぃ〜The Story Teller's Apprentice〜（2013年2月23日公開）
- 海辺の映画館―キネマの玉手箱（2020年7月31日公開）

### ラジオ
- サタデーホットリクエスト（NHK-FM）
- TOYOTA WEEKLY ALBUM TOP10（1999年7月 - 2000年3月、TOKYO FM）
- TOYOTA SUPER WORLD COUNTDOWN（2000年4月 - 2001年9月、TOKYO FM）
- TOYOTA SOUND IN MY LIFE（2001年10月 - 2002年3月、TOKYO FM）

### 舞台
- 劇団ノーティーボーイズ「畳屋バラッド」（2003年6月25日 - 29日、ウッディーシアター中目黒）
- 株式会社モノリス主催「ジャンプ〜赤井英和物語〜」（2003年11月2日 - 5日、日本青年館）
- 劇団ノーティーボーイズ「愛しのGYO★RANGER」（2004年4月20日 - 25日、ウッディーシアター中目黒）
- 「メルシィ！僕ぅ？〜我が人生は薔薇色に〜」（2007年6月 - 7月、東京グローブ座 / シアター・ドラマシティ） - 玲子 役
- 「宮廷女官 チャングムの誓い」（2007年12月3日 - 26日、日生劇場 / 2008年2月1日 - 21日、御園座） - イ・ヨンセン 役
- 舞台「エル・スール」〜わが心の博多、そして西鉄ライオンズ〜（2009年8月 - 9月、本多劇場 他）

### 写真集
- manis（1999年5月、角川書店）ISBN 978-4048530743